# Ajoy Ghatak
Ajoy K. Ghatak (Lucknow, 9 de novembro de 1939) é um físico indiano.
Ajoy Ghatak escreveu mais de 170 artigos e mais de 20 livros (ver Publicações Selecionadas abaixo). Seu livro-texto sobre óptica foi traduzido para o chinês e persa e sua monografia Inhomogeneous Optical Waveguides (em coautoria com Sodha) foi traduzido para o chinês e russo. Em 1995 foi eleito fellow da Optical Society.

## Publicações selecionadas
- Ghatak, Ajoy (2010), Einstein And The Special Theory Of Relativity, ISBN 81-309-1478-6
- Thyagarajan, K.; Ghatak, Ajoy (2010), Lasers: Fundamentals And Applications, ISBN 1-4419-6441-X 2nd ed.
- Ghatak, Ajoy (2009), Optics, ISBN 0-07-338048-2 4th ed.
- Ghatak, Ajoy (2009), Basic Quantum Mechanics (with CD), ISBN 0-230-63916-X
- Lakshminarayanan, Vasudevan; Ghatak, Ajoy; Thyagarajan, K. (2001), Lagrangian Optics, ISBN 0-7923-7582-3
- Ghatak, Ajoy; Thyagarajan, K. (1998), An Introduction To Fiber Optics, ISBN 0-521-57785-3
- Ghatak, Ajoy (1996), Introduction To Quantum Mechanics, ISBN 0-333-92419-3
- Ghatak, Ajoy; Thyagarajan, K. (1989), Optical Electronics, ISBN 0-521-30643-4
- Eliezer, Shalom; Ghatak, Ajoy; Hora, Heinrich (1986), Fundamentals Of Equations Of State, ISBN 981-02-4833-4
- Ghatak, Ajoy; Lokanathan, S. (1984), Quantum Mechanics: Theory And Applications, ISBN 9781403923417
- Ghatak, Ajoy; Sodha, M. S. (1977), Inhomogeneous Optical Waveguides, ISBN 0-306-30916-5